# 瑪麗亞·賴歇
瑪麗亞·賴歇（Maria Reiche，1903年5月15日—1998年6月8日）是一名出生於德國的數學家和考古學家，她以其对秘魯古文明遺址納斯卡巨畫的研究而著称。

## 生平

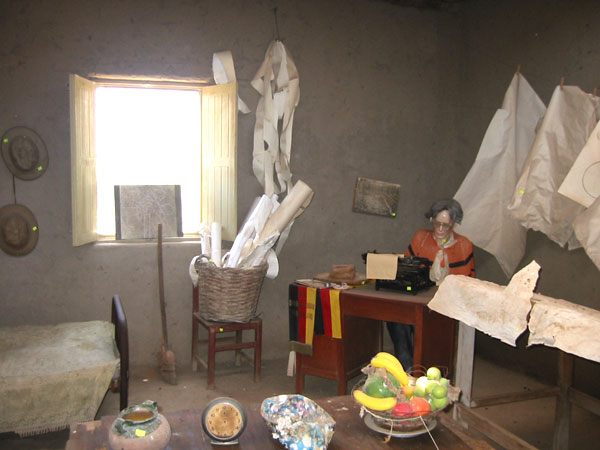
模拟在秘鲁做研究的瑪麗亞·賴歇

玛丽亚·賴歇1903年5月15日出生於德國德勒斯登，后在德勒斯登工業大學學習數學、地理及語言。
1932年開始，她為一位德國駐秘魯庫斯科領事的小孩擔任保姆和教師的工作；1934年，她由於壞疽失去了一隻手指，同年起开始在利馬擔任教師并從事科學類文献的翻譯工作。第二次世界大戰爆發後，她決定不回德國。
1940年，赖歇成為發現納斯卡巨畫的美國考古學家保羅·柯索的助手，並於1946年左右開始著手繪製納斯卡的圖案，這項工作直到保羅柯索1948年離開後仍然持續著。
赖歇基于她对納斯卡巨畫圖案的研究發展出了一套理論：她認為圖案的線條是天上星圖在地上的投射，透過這個投射在地上的星圖，巨画的创作人一方面可以用來觀察天文週期，以確定曆法；二來亦可透過星圖來向上天崇拜。由於這些線條只能在高空才可以清楚看見，她說服了秘魯空軍協助她空中拍攝考察的工作。她大部分時候都待在納斯卡的家中。赖歇在《沙漠之謎》（The Mystery of the Desert）一書中解釋了她的巨画理論，並将著书所得用於參與维护沙漠遗址的活動，以及聘請保卫和助手。
由于交通（該遺址靠近泛美公路）和诸多政府建設計劃可能对遗迹造成不良影响，赖歇一直从事维护納斯卡巨畫遺跡的工作，这花費了她大部分的財產，她說服政府限制公眾進入此地、並在高速公路旁興建了一座高塔以便遊客觀看納斯卡巨畫。1993年赖歇獲得大十字级荣誉勋章（Medal of Merit in the Degree of Great Cross），隔年成為秘魯公民。1995年，納斯卡巨畫被聯合國教育科學文化組織（UNESCO）列入世界遺產。
赖歇的健康状况自中年後不斷惡化，只能靠輪椅行動，同時患有皮膚病和失明，晚年更罹患帕金森氏症。1998年6月8日，赖歇因卵巢癌在利馬的一間空軍醫院裡逝世。她在納斯卡附近下葬，并得到了官方的榮譽纪念，其故居則改為博物館至今。

## 紀念
2018年5月15日，Google以首頁塗鴉紀念瑪麗亞·賴歇115歲誕辰。

## 資料來源
1. ↑  .   [2006-11-21]. （原始内容存档于2006-10-16）.
2. ↑  .   [2018-05-15]. （原始内容存档于2018-12-05）.
3. ↑  .   [2018-05-15]. （原始内容存档于2018-07-03）.

## 外部連結
- 瑪麗亞·赖歇的納斯卡線理論 （英文）